# 사카키바라 료
사카키바라 료(일본어: 榊原 諒, 1985년 8월 4일 ~ )는 일본의 프로 야구 선수이며, 현재 퍼시픽 리그인 오릭스 버펄로스의 소속 선수(투수)이다.

## 인물

### 프로 입단 전
아이치현 다카하마시 출신으로 주쿄 고등학교 시절인 1학년 때 팀의 에이스 투수로 활약하면서 고시엔 대회에 두 차례나 출전해(2학년이던 2002년 여름에 제84회 선수권 대회, 다음해인 2003년 봄의 제75회 선발 대회) 각각 1승을 올렸다. 2002년에 열린 메이지 진구 야구 대회에서도 팀을 우승으로 이끌었다.
고교 졸업 후인 2004년에는 사회인 야구팀인 미쓰비시 자동차 오카자키에 입단했지만 모기업의 갑작스런 불상사(미쓰비시 리콜 은폐 사건)로 인해 팀이 시즌 도중 활동 중지에 들어가 본인도 4개월 만에 퇴단하면서 재수 생활에 들어가는 등 다음 해인 2005년 경 간사이 국제대학에 입학하여 야구부에 입단했다. 2007년에는 전일본 대학 야구 선수권 대회에도 출전을 완수하는 등 한신 대학 리그에서 통산 32승을 올렸다. 이듬해 2008년 프로 야구 드래프트 회의에서 홋카이도 닛폰햄 파이터스로부터 2순위 지명을 받아 입단했다.

### 프로 입단 후

#### 2009년
신인으로서의 선발 로테이션에 합류했지만 교류전 무렵에 이토카즈 게이사쿠를 대신해서 2군으로 강등되었다. 이후 1군과 2군을 오가며 2군에서는 30경기에 등판해 4승 3패 3세이브, 평균자책점 4.37의 성적을 남겼다. 중간 계투로 등판했지만 피홈런 개수가 많아지면서 끝내기 패배를 당하는 등 구단 수뇌부로부터 기대 이상의 평가를 얻을 수 없었다.

#### 2010년
6월 15일의 교류전인 도쿄 야쿠르트 스왈로스전에서 선발로 등판한 마스이 히로토시가 경기 도중 부상을 당해 강판당하면서 급거 등판, 프로 데뷔 후 첫 승리를 거두었다. 이후에는 주로 구원 투수로서 등판해 호투를 계속했다. 같은 해 9월 24일에는 시즌 10승째에 도달했지만 모두 선발 투수가 조기 강판된 이후 등판한 것에 의한 것이다. 시즌 종료 후인 11월 18일에 퍼시픽 리그 신인왕 수상자로 선정되었다.

#### 2011년
중간 계투의 일원으로 기용되면서 개막 이후부터 25경기 연속 무자책점을 기록하는 등 안정된 투구로 팀의 순위 경쟁을 하고 있는 팀을 이끌었다. 9월 들어 약간의 부진은 있었지만 최종적으로 등판 횟수와 평균자책점 모두 전년도를 웃돌았다.

## 출신 학교
- 주쿄 고등학교
- 간사이 국제대학

## 선수 경력
사회인 시대
- 미쓰비시 자동차 오카자키

프로팀 경력
- 홋카이도 닛폰햄 파이터스(2009년 ~ 2013년)
- 오릭스 버펄로스(2014년 ~)

## 수상·타이틀 경력
- 신인왕(2010년)

## 개인 기록
- 첫 등판·첫 선발: 2009년 4월 8일, 대 지바 롯데 마린스 2차전(도쿄 돔)
- 첫 탈삼진: 상동.
- 첫 홀드: 2009년 8월 28일, 대 후쿠오카 소프트뱅크 호크스 18차전(삿포로 돔)
- 첫 승리: 2010년 6월 15일, 대 도쿄 야쿠르트 스왈로스 4차전(메이지 진구 야구장)

## 등번호
- 15(2009년 ~ 2013년)
- 118(2014년 ~ 2014년 7월)
- 52(2014년 7월~)

## 연도별 성적
| 연도      | 소속      | 등 판 | 선 발 | 완 투 | 완 봉 | 무 볼 넷 | 승 리 | 패 전 | 세 이 브 | 홀 드 | 승 률 | 타 자 | 투 구 회 | 피 안 타 | 피 홈 런 | 볼 넷 | 고의 사구 | 死 구 | 탈 삼 진 | 폭 투 | 보 크 | 실 점 | 자 책 점 | 평균 자책점 | WHIP |
| --------- | --------- | ----- | ----- | ----- | ----- | -------- | ----- | ----- | -------- | ----- | ----- | ----- | -------- | -------- | -------- | ----- | --------- | ----- | -------- | ----- | ----- | ----- | -------- | ----------- | ---- |
| 2009년    | 닛폰햄    | 10    | 4     | 0     | 0     | 0        | 0     | 1     | 0        | 1     | .000  | 123   | 26.2     | 37       | 5        | 8     | 0         | 1     | 23       | 0     | 0     | 19    | 18       | 6.08        | 1.69 |
| 2010년    | 닛폰햄    | 39    | 1     | 0     | 0     | 0        | 10    | 1     | 0        | 6     | .909  | 275   | 72.0     | 60       | 3        | 11    | 0         | 0     | 54       | 1     | 0     | 22    | 21       | 2.63        | 0.99 |
| 2011년    | 닛폰햄    | 60    | 0     | 0     | 0     | 0        | 1     | 3     | 0        | 23    | .250  | 233   | 59.2     | 39       | 1        | 16    | 2         | 3     | 36       | 0     | 0     | 12    | 11       | 1.66        | 0.92 |
| 통산: 3년 | 통산: 3년 | 109   | 5     | 0     | 0     | 0        | 11    | 5     | 0        | 30    | .688  | 631   | 158.1    | 136      | 9        | 35    | 2         | 4     | 113      | 1     | 0     | 53    | 50       | 2.84        | 1.08 |

- 2011년 기준.